# Věra Chase
Věra Chase (* 19. listopadu 1971 Praha) je česká spisovatelka, básnířka, textařka a překladatelka. Má dvě děti a je rozvedená. Druhým manželem byl český výtvarník Filip Turek. Žije střídavě v Praze a Kokoníně u Jablonce nad Nisou.

## Literární tvorba
Narodila se do pražské literární rodiny, psaní se věnovala už od dětství, vzorem jí byl dědeček Alois Svoboda – novinář. Vystudovala překladatelství a tlumočnictví na Filozofické fakultě Univerzity Karlovy v Praze. Spoluredigovala bilingvní literární časopis Jedním okem/One Eye Open, zaměřený na genderové otázky v mezinárodních souvislostech, spolupracovala na tvorbě literárně kulturní revue Labyrint.
Její vlastní literární tvorba sahá od básní přes básnickou prózu, povídky, dramatické pokusy až k psaní románů. Její dobrodružně-fantasticko-filozoficko-humorný román Vášeň pro broskve, jehož děj se odehrává na fiktivní planetě ve fiktivní budoucnosti, protkaný spoustou kulturních odkazů, sršící vtipem originálních slovních hříček, a přesto předkládající čtenáři vážné otázky, získal v roce 1998 Literární cenu Knižního klubu. Básně a prózy Věry Chase, tematicky i formálně často velmi různorodé, spojuje neortodoxní práce s jazykem – experimentování s jeho odlišnými fasetami, žánry, styly a žargony.
Věra Chase je známa i originální atmosférou svých autorských čtení. V roce 1998 na pozvání Indian Poetry Society přednášela a četla své texty, které píše i v angličtině, v India International Centre v Novém Dillí. V roce 1997 přednesla na University Rutgers v USA řeč Smugling Verses o současné české poezii a v roce 2001 reprezentovala českou literaturu na knižním veletrhu ve Frankfurtu nad Mohanem.
Kromě vlastního psaní Věra Chase překládá literární a umělecké texty z angličtiny do češtiny i naopak – je autorkou řady překladů poezie, mnoha teoretických textů o výtvarném umění a dvou románů současných anglicky píšících spisovatelek.
Z autorčiny básnické tvorby se vyčleňuje skromná oblast písňových textů – nejznámějším je nejspíše text-báseň Elida, zhudebněná a nazpívaná Ivou Bittovou jako titulní píseň na stejnojmenné desce, nahrané v roce 2005 s proslulou americkou experimentální skupinou Bang on a Can All-Stars.

## Dílo

### Básně a povídky
- Tělokresba/Bodypainting – Protis 1997. Česko-anglická dvojjazyčná sbírka básní a krátkých povídek. Fotografické ilustrace Věra Chase, obálka a grafická úprava Ivan Svoboda.
- Vášeň pro broskve – Knižní klub 1998. Fantastický postmoderní román z fiktivní budoucnosti, napsaný originálním jazykem, protkaný slovními hříčkami. Obálka a ilustrace Tomáš Rygl.
- Bobule/Eyeberries – Sanskriti Prathisthan, Nové Dillí, Indie 1999. Česko-anglická dvojjazyčná sbírka básní, vydaná v limitovaném množství na ručním papíře. Obálka a grafická úprava Věra Chase.
- Hypnoskop – Knižní klub / Prostor 1999. Sbírka povídek - kaleidoskop příběhů zjevených ve snu. Obálka Filip Černý, grafická úprava Aleš Lederer.
- Šťáva – Labyrint 2001. Sbírka erotických básní a básnických próz. Obálka Filip Turek, grafická úprava Joachim Dvořák.
- Maso a pomeranče – Mladá fronta 2007. Sbírka povídek.
- Třicet smrt celých jahoda – Jitro 2011. Sbírka básní a básnických próz. Obálka Filip Turek, ilustrace Věra Chase a Jindřich Traugott jr.

### Písňové texty
- Elida – text titulní písně a název stejnojmenného alba Ivy Bittové a skupiny Bang on a Can All Stars[1]

### Překlady
- Anne Michaels: Prchavé okamžiky – překlad románu Fugitive Pieces kanadské spisovatelky Anne Michaels, Odeon 2000
- Nicola Barker: Doširoka otevřené – překlad románu Wide Open britské spisovatelky Nicoly Barker, Odeon 2001

### Antologie
- Jedním uchem dovnitř, almanach Rádia 1, Labyrint 1997
- 27 českých malířů očima 27 českých spisovatelů, Vivo 2001
- S tebou sám – antologie současné české milostné poezie, Dauphin 2005
- Jezdec na delfíně – antologie české erotické literatury 1990–2005, Concordia 2005
- Divoká jízda – 18 erotických povídek, sestavil Ivan Adamovič Euromedia / Knižní klub 2006
- Prague Tales – sbírka současné středoevropské literatury, New Europe Writers 2007
- Ty, která píšeš – čítanka současné české ženské povídky, Artes Liberales 2008

## Ocenění
- Literární cena Knižního klubu 1998 za román Vášeň pro broskve[2]

## Tvůrčí pobyty
- 2009 – Ventspils, Lotyšsko – House of Writers and Translators
- 1998 – Nové Dillí, v rámci mezinárodního programu UNESCO-ASCHBERG